# Struś czerwonoskóry
Struś czerwonoskóry, struś, struś masajski, struś północnoafrykański (Struthio camelus) – gatunek dużego, nielotnego ptaka z rodziny strusi (Struthionidae).

## Występowanie
Struś czerwonoskóry zamieszkuje w zależności od podgatunku różne rejony Afryki:
- struś syryjski (S. c. syriacus) – pustynie Syrii i Półwyspu Arabskiego – wymarł w 1940 lub 1941 – był najmniejszym podgatunkiem strusia;
- struś czerwonoskóry[7] (S. c. camelus) – płn. Afryka na południe od Atlasu po Senegal, Nigerię, Sudan i Etiopię – szyja o barwie żywoczerwonej;
- struś masajski (S. c. massaicus) – wsch. Kenia i część Tanzanii – szyja czerwona jedynie w okresie godowym, poza nim bladoróżowa;
- struś brązowosterny[7] (S. c. australis) – płd. Afryka, na południe od rzeki Zambezi – w okresie godowym zarówno głowa i szyja, jak i nogi, żywoczerwone.

Za podgatunek strusia czerwonoskórego uznawano też strusia szaroskórego (S. molybdophanes), jest on obecnie traktowany jako osobny gatunek.
Ponadto występuje również struś afrykański czarny – mieszaniec s. północnoafrykańskiego (S. c. camelus) ze s. południowoafrykańskim (S. c. australis) – cechuje go krępa budowa ciała, jest to najczęstsza forma w hodowli.
Rozpowszechniony jest pogląd, że strusie żyją w Australii. Zostały tam jednak introdukowane.

## Morfologia

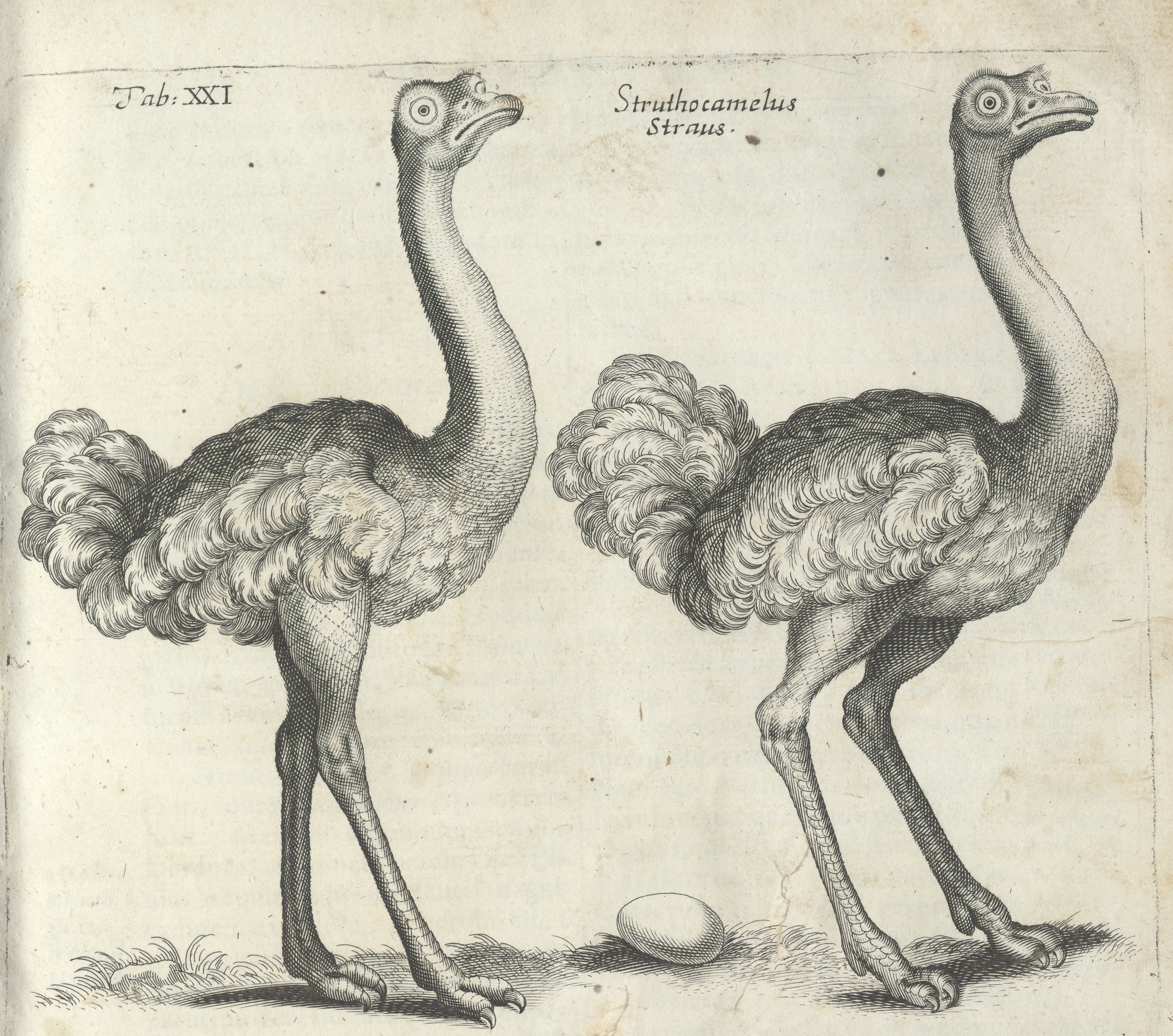
Struś czerwonoskóry, miedzioryt (Jan Jonston, 1650)

Ubarwienie: samiec – czarne, jedynie pióra na końcach skrzydeł i ogona białe; samica – cała brązowa, końce wszystkich piór jasne. Głowa, górne 2/3 szyi i nogi nagie. Barwa skóry pozwala odróżnić poszczególne podgatunki. Posiada dwa palce u stopy; większy – odpowiednik palca środkowego – potężny, zaopatrzony w pazur, mniejszy – odpowiednik palca zewnętrznego, pozbawiony pazura. W żołądku mięśniowym zwanym mielcem znajdują się gastrolity pomagające w trawieniu pokarmu. Ma doskonały wzrok – widzi dobrze na odległość do 5 km. Zwykle w stadach po 5–6 osobników (jeden samiec z haremem), w towarzystwie innych zwierząt. Rzadko stada do 50 sztuk. Są to największe i najszybsze nielotne ptaki lądowe. Na dłuższych dystansach biegają z prędkością 50 km/h, a w sprincie nawet 70 km/h. Mogą żyć do 75 lat.
Wymiary średnie
- długość ciała: 210–275 cm samce, 175–190 cm samice[10]
  - długość czaszki: około 17,9 cm[15]
  - długość dzioba: około 10,4 cm[15]
- masa ciała: 100–156 kg samce, 90–110 kg samice[10]

Największy obecnie żyjący ptak. Samice są nieco mniejsze od samców.

## Tryb życia
BiotopPustynie i półpustynie o skąpej roślinności. Struś masajski – sawanna.
GniazdoW formie płytkiego dołu o średnicy 3 m wykopane przez samce w piasku lub ziemi. W gnieździe jaja wszystkich samic haremu (główna samica składa 5–11 jaj, pozostałe samice ze stada 2–6 jaj).
JajaDuże (średnica 159 x 120 – 130 mm), o barwie żółtawej (inny autor opisuje skorupkę jako białą z beżowym nalotem), masie 1,5–2 kg, o objętości kilkudziesięciu kurzych jaj.
WysiadywanieJaja wysiadywane są od zniesienia pierwszego jaja przez okres 42–46 głównie przez samca (w dzień czasem zmieniany przez główną samicę). Rodzice wykazują silny instynkt opiekuńczy. Młode opuszczają gniazdo po 3–5 dniach od wylęgu. Okres pierzenia trwa 4–5 miesięcy. Dojrzałość płciową młode uzyskują w wieku około 3–4 lat, jednak rozmiar dorosłych osiągają już po 18 miesiącach. Długość życia 30–40 lat.
PożywienieRoślinne, czasem łapią owady i niewielkie kręgowce. Strusie posiadają czterokomorowy żołądek oraz jelito cienkie osiągające długość 14 m, ponadto połykają kamienie i inne twarde przedmioty, dzięki czemu trawienie twardej i suchej roślinności stepowej nie sprawia ich organizmom problemów.
Zagrożony struś ucieka, ale może też zadać obrażenia, a nawet zabić swoimi silnymi nogami. Może kopać tylko do przodu. Wbrew powszechnemu przekonaniu strusie nie zakopują głowy w piasek, aby uniknąć niebezpieczeństwa. Ten mit prawdopodobnie pochodzi od Pliniusza Starszego (23–79 n.e.), który napisał, że strusie „wyobrażają sobie, kiedy wetkną głowę i szyję w krzaki, że całe ich ciało jest ukryte”. Opinia ta może być skutkiem błędnej interpretacji wkładania przez strusie głowy w piasek, aby połykać piasek i otoczaki, lub, jak sugeruje „National Geographic”, ich obronnego zachowania leżenia nisko, tak że z pewnego dystansu może się wydawać, że zakopały głowę. Innym wytłumaczeniem jest zachowanie ptaka podczas upału, kiedy to układa na piasku wyciągniętą szyję i głowę. 

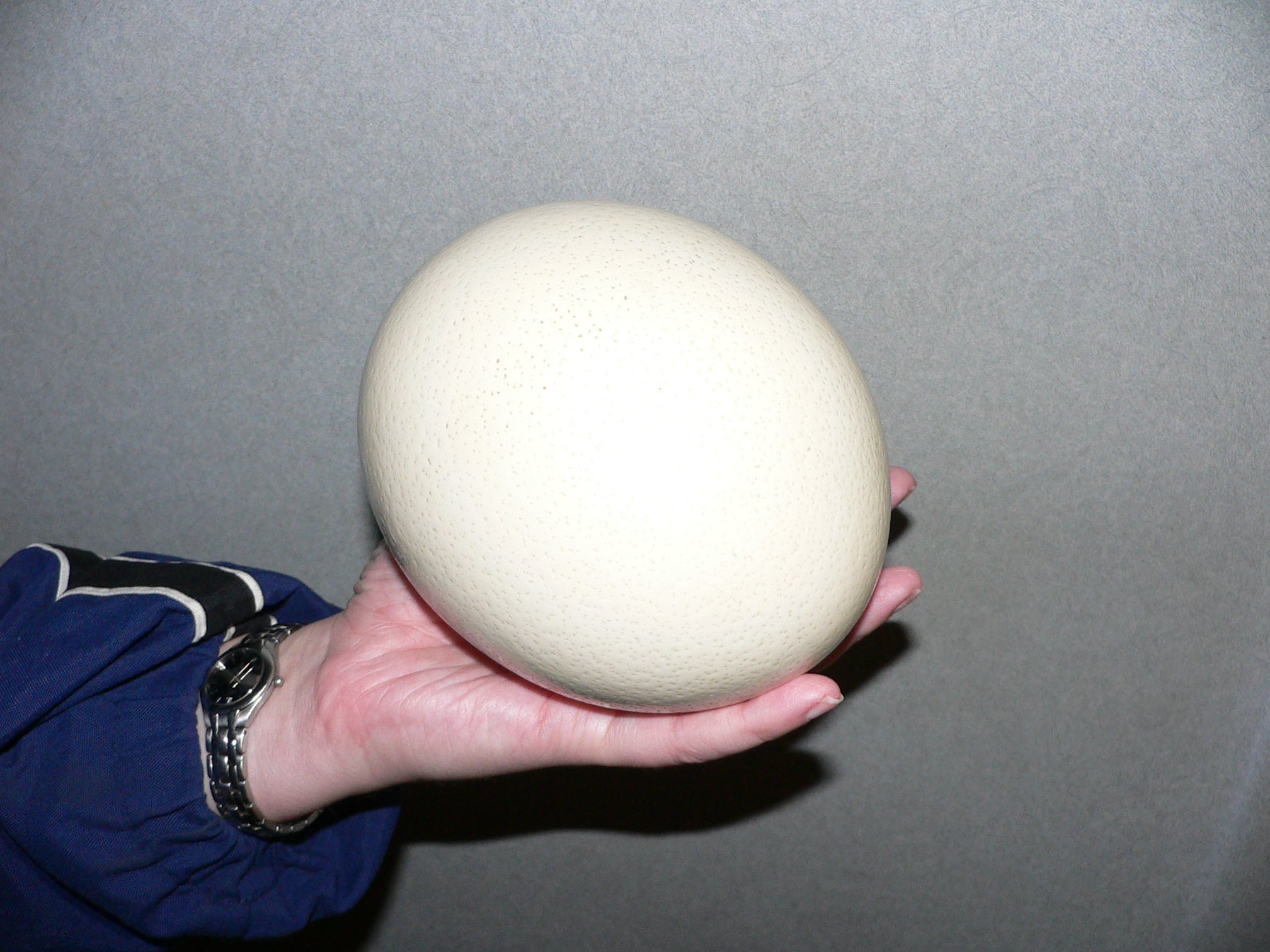
Jajo strusia
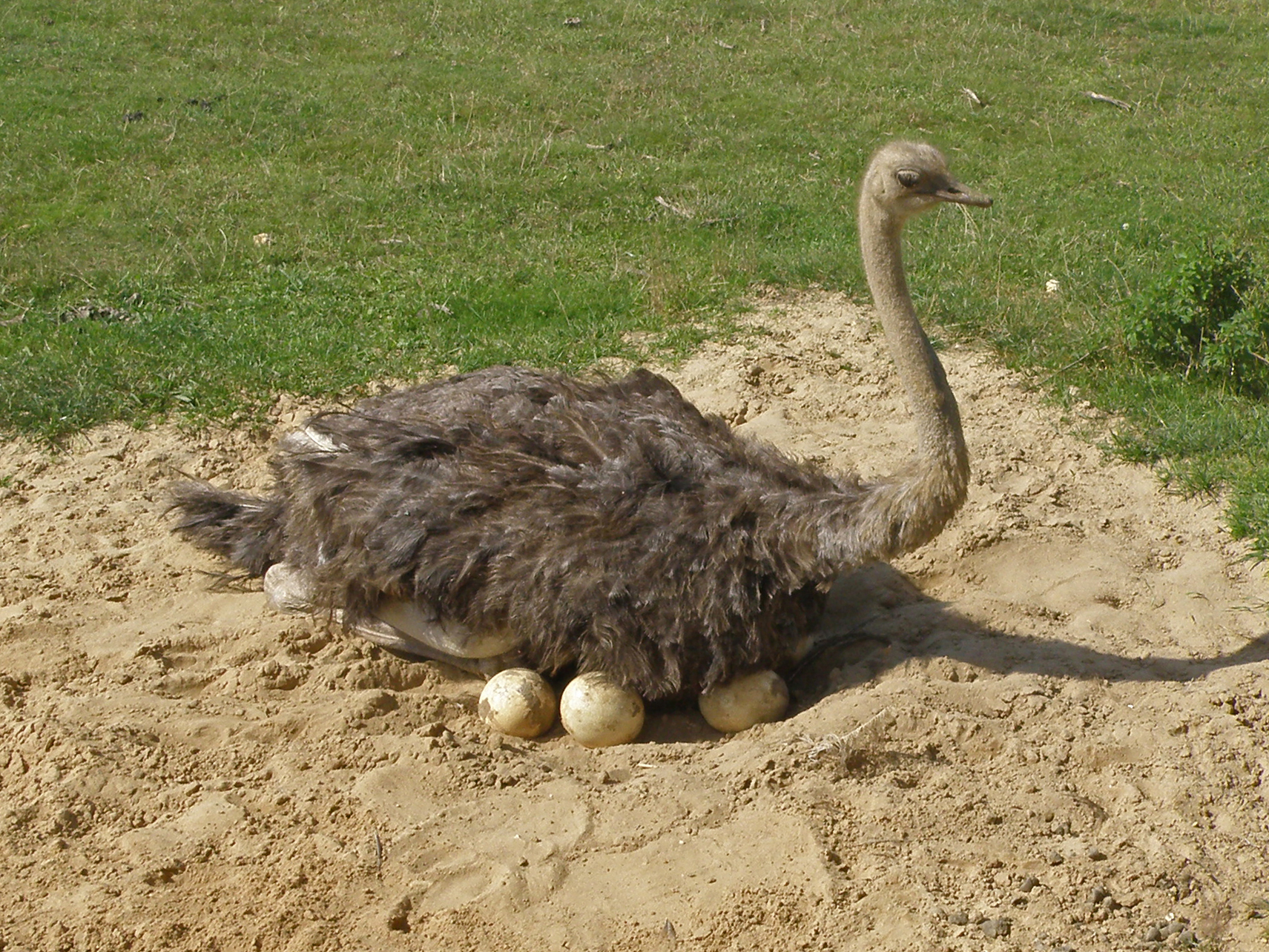
Struś wysiadujący jaja
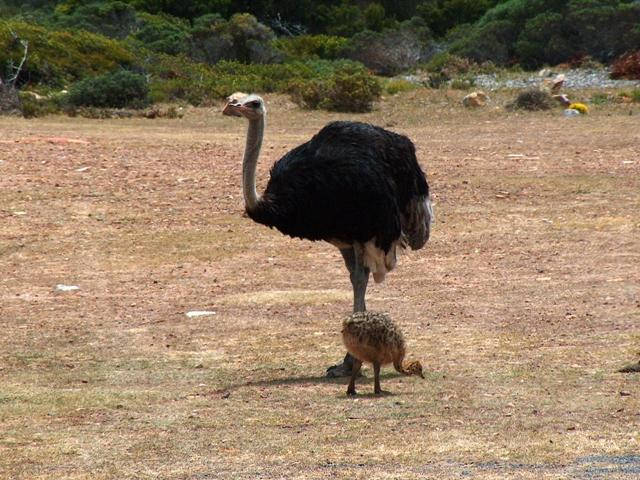
Struś z pisklęciem